# جامعة هومبولت في برلين
جامعة هومبولت في برلين (بالألمانية: Humboldt-Universität zu Berlin) هي أقدم جامعة في برلين والثانية من حيث المساحة.
تعتبر جامعة هامبولدت إحدى أروع المعالم السياحية في برلين. بدأ التدريس في جامعة هومبولت عام 1810 وكان اسمها Alma Mater Berolinensis. عدد التخصصات الدراسية المتاحة هي 161 تخصص.